# Balken (Heraldik)
In der Heraldik ist ein Balken ein Heroldsbild, das durch zwei Teilungslinien im Feld entsteht.
Die Ritterstraße liegt waagrecht, der Schrägbalken schräg, immer von heraldisch rechts (vorne) oben nach links unten – rechts unten nach links oben heißt Schräglinksbalken und gilt als weitgehend eigenständiges Bild.
Der Balken darf nicht mit dem Pfahl verwechselt werden, der senkrecht steht. In der englisch-französischen Heraldik werden der gürtelähnliche Balken (englisch fess, französisch fasce, vergl. ‚Fessel, Fasche‘) und der schärpenartige Schrägbalken (bend, bande) begrifflich strenger getrennt.

## Blason und Tingierung

### Balken (Ritterstraße)
Der waagrechte Balken wird auch vergleichend Band, Bändel, Binde (im Bindenschild), Gürtel; Straße; Strebe; Strich genannt, besonders schmälere Formen (englisch bar/bendlet).
Die Ausführung kann, genau wie beim Wappenschild, alle Farben, Formen und Figuren aufnehmen, der mittlere Platz muss jedoch stets eine andere Farbe (Tinktur) haben als der obere und der untere. Hier ist die obere und untere Teilung, wenn nicht gleich geschnitten, auch zu nennen.
Er kann bordiert (mit Bord versehen), gestückt, geflammt und auch nach allen Wappenschnitten vom ganzen Schild abgeteilt sein. Angestrebt ist die seitengleiche Schnittfigur. Heroldsbilder und gemeine Figuren sind im Balken möglich.
Ist er nicht mittig angeordnet, das heißt etwas nach oben verschoben, so wird er als erhöht oder anderenfalls als erniedrigt blasoniert (beschrieben). Der Balken kann auch mehrfach im Wappen dargestellt werden, aber dann wird eine schmalere Form gewählt.

### Schrägbalken

Zickzack-Schrägbalken, sechsfach gebrochen

Ein Schrägbalken, auch Schrägrechtsbalken, Querbalken, Querstrebe, Wappenschärpe, entsteht, wenn ein Schild von zwei parallellaufenden, schrägen Linien in drei Plätze geteilt wird, von denen zwei gleiche Tinkturen aufweisen müssen. Dabei muss der Schrägbalken schrägrechts laufen, also von heraldisch vorne/rechts-oben nach hinten/links-unten (\).

### Schräglinksbalken
Der Schräglinksbalken entsteht wie der Schrägbalken, aber er läuft schräglinks (von heraldisch links (hinten)-oben nach vorne (heraldisch rechts)-unten).
In älteren Wappenbeschreibungen ist für diesen Schrägbalken der Begriff Schreffe zu finden.

### Mehrere Balken und Teilung
Mehrere Balken werden entweder als solche oder geteilt (schräggeteilt, schräglinksgeteilt, englisch barry/bendy/bendy sinister, französisch fascé/bandé/taillé) beschrieben, je nachdem, ob eine gerade oder ungerade Anzahl von Feldern entsteht. Zu beachten ist, dass im Deutschen anders gezählt wird als in der englisch-französischen Heraldik: Je zwei Felder jeder Farbe heißen deutsch dreifach geteilt (drei Teilungslinien), englisch aber barry/bendy of four (erstgenannt wird dann die obere Farbe, bei allen schrägrechten Teilungen also die der heraldisch linken oberen Ecke), während zwei der einen und drei der anderen Farbe deutsch zwei Balken, engl. two fesses/bends auf der anderen Grundfarbe blasoniert werden (daher gibt es kein „barry/bendy of 5“, und kein „6-fach geteilt“). Geteilt blasoniert man auch dann, wenn ober- und unterhalb verschiedene Farben liegen, also etwa: Rot, ein silberner Balken (rot-weiß-rot), aber von Rot, Silber und Blau geteilt (rot-weiß-blau, „dreifach“ ist dann unnötig, englisch tierced per fess ‚vom Balken gedrittelt‘). Bleibt die Anzahl der Teilungen unbestimmt (weil es viele sind, oder die Anzahl irrelevant ist), spricht man balkenweise rot-gold (rot beginnt; englisch barry – ohne Zusatz).

silber, 2 Balken rot (2 fesses)
5-fach geteilt von silber und rot (barry of 6)
silber, 3 Balken rot (3 fesses)
7-fach geteilt von silber und rot (barry of 8)
Gespalten in Gold drei rechts nach unten gebrochene schwarze Balken

Der erste und dritte Schild sind vom Charakter her einfarbig mit Heroldsbild, der zweite und vierte aber zweifarbig, ohne weitere Verzierung.

### Zwillingsbalken und Faden/Leiste/Stecken
Beträgt die Breite des Balkens nur noch weniger als die Hälfte (etwa 2/7 bis 1/3 Schildbreite), wird er mit Faden, Leiste oder Stecken (englisch barrulet)  bezeichnet.
Wenn zwei Balken parallel verlaufen und die Summe der beiden Balkenbreiten einschließlich des Abstandes untereinander eine normale Balkenbreite haben, werden sie mit Zwillingsbalken blasoniert.
In der französischen Heraldik reduzierte sich die Breite auf Fadenbreite und wird mit Zwillingsstreifen (bars gemelles) oder Doppelbändel (barrulet) bezeichnet. Mit drei Fäden sind es Drillingsstreifen.
Wird der Balken beidseits von einem dünnen Balken begleitet, heißt er von zwei Leisten begleitet, grenzen sie an, heißt er bordiert, liegt einer auf, heißt der Balken mit einer Leiste belegt. Das ist auch mit anderen Anzahlen von Leisten möglich. Die begleitenden Leisten haben üblicherweise dieselbe Farbe, sonst wird das vermerkt, die anderen sind zwangsläufig anders tingiert.

Zwillingsbalken (barrulet)
dreimal zwei Doppelbändel
von zwei Leisten begleitet
von zwei Doppelleisten begleitet
In Blau drei goldene Zwillingsfäden

### Weitere Formen
Von einem verschobenen oder abgesetzten Balken ist in Wappenbeschreibungen zu lesen, wenn der vordere (rechte) und hintere (linke) Teil des Balkens durch eine geraden oder schrägen Schnitt getrennt und um seine Breite nach oben oder unten versetzt (verschoben) wird. Dieses Heroldsbild wird Kantenbalken genannt und wird nach dem höherliegenden Teil in rechter oder linker Kantenbalken unterschieden. Wird nur um die halbe Balkenbreite verschoben, ist es ein Halbkantenbalken, der auch nach der erhöhten Seite beschrieben wird. Bei einem  Bruchbalken fehlt in der Mitte ein Stück oder mehrere Stücke.
In Verbindung mit einem rechten oder linken an den Schildrand gerückten  Pfahl gleicher Balkenbreite und gleicher Balkenfarbe wird er zu einem rechten oder linken Flankenbalken oder Seitenbalken. Ein Trennungsstrich darf nicht zwischen beiden stehen.
Eine andere Form ist der Prankenbalken. Bei diesem verbreitern sich die beiden Enden.
Ist der Balken beidseits so vollständig gespitzt, dass er zerfällt, nennt man ihn Rautenbalken oder Weckenbalken (engl. fusilly, frz. fuselée); dürfen die Rauten bzw. Wecken aber nicht angeschnitten sein, blasoniert man schrägbalkenweise aneinanderstoßende oder sich berührende Rauten (frz. fusée).

weißer, schräger Wellenbalken (Aadorf TG)
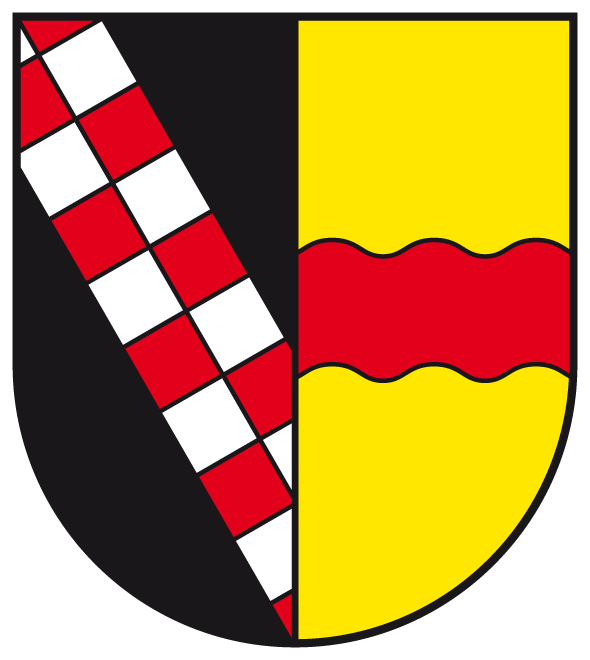
vorn Schrägrechtsbalken (geschacht, Zisterzienserbalken), hinten Wellenbalken (Ringgenbach)
Wellenbalken (Goldach SG)
Zickzackbalken (Schwenningen bei Sigmaringen)
Unter silbernem Schildhaupt in Rot zwei silberne Zickzackbalken (Geislingen/Zollernalb)
rechter Kantenbalken im kleinen Schild (Zandt)
Weckenbalken (Seigneurs de Monceaux)
rechter Kantenbalken
linker Halbkantenbalken
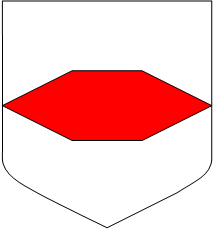
endgespitzter Balken
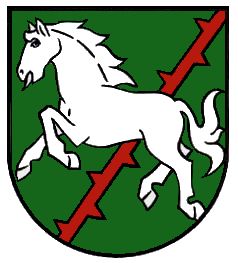
Stacheldrahtbalken

### Tingierung, Schnitt und Belegung der Balken
Wie alle Heroldbilder kann der Balken frei tingiert werden, von einfarbig über gespalten von … und geteilt von … (wobei zu beachten ist, dass der Balken entlang seiner Richtung in zwei Farben geteilt, der Schrägbalken dann aber gespalten ist, und andersherum), die beiden gemischt als geviert, auch schräggeviert über die Diagonalen, mehrfach gespalten/geteilt (etwa fünffach geteilt von rot und gold, also fünf Teilungslinien: drei rote, drei goldene Felder), bis hin zu geschacht.
Balken können mit allem möglichen belegt, und beliebig an der Kante geschnitten sein.
Der Balken wird aber nicht als schwebend (freistehend, nicht den Schildrand berührend) blasoniert, dieses Rechteck nennt man Schindel

zwei geschachte Balken (Uehlfeld, DE)
Schrägbalken im Wellenschnitt, mit drei Fischen nach der Figur belegt (d’Orr)
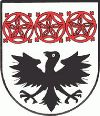
Ein rotes Ornamentband von drei Fünfpaßrosetten (Krakauhintermühlen, AT)

## Spezielle Balken

### Binde Österreichs: Silber auf Rot

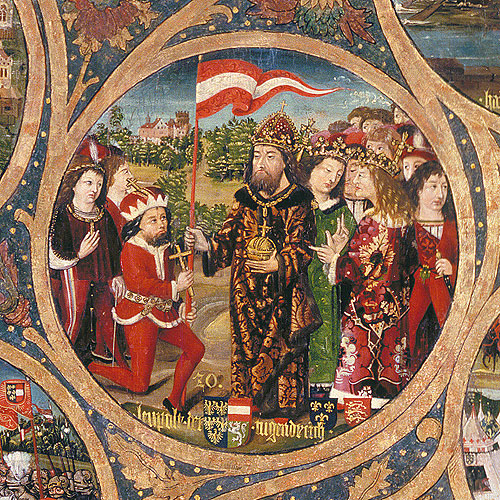
Herzog Leopold V. (der Tugendhafte), links kniend, erhält nach der Belagerung von Akkon das rot-weiß-rote Banner vom deutschen Kaiser Heinrich VI. (Ausschnitt aus dem Babenberger-Stammbaum, Stift Klosterneuburg)

Nur beim österreichischen Bindenschild spricht man von Binde für den Balken. Der Name Binde geht auf die – historisch wohl nicht haltbare – Akkonlegende zurück, nach der des Babenbergerherzog Leopolds Gewand nach der Schlacht vor der Burg nur an der Bauchbinde nicht rot vor Blut war.

### Geschachte Balken

#### Zisterzienserbalken: Zweireihig von Silber und Rot geschacht

Wappen von Marsberg-Giershagen

Bei verschiedenen Gemeinden der Landkreise Sigmaringen und Ravensburg sowie andernorts ist der geschachte Schrägbalken als fester gebietsbezogener Begriff Zisterzienserbalken in vielen Wappenbeschreibungen zu finden. Abgeleitet aus dem Wappen des Zisterzienserordens wird die Bezeichnung nach dem heiligen Bernhard von Clairvaux auch Bernhardswappen oder Zisterzienser-Krapfenband genannt. Er soll die Beziehung zum Kloster der Zisterzienser zeigen. Diese Bezeichnung auf alle derartige Balken anzuwenden, ist nicht zulässig.

#### Märkischer Schachbalken: Drei Reihen von Rot und Silber geschacht

Wappen des Hauses Mark nach dem Wappenbuch des Westfälischen Adels

Der märkische Schachbalken, im Volksmund gelegentlich auch als Schachbrettbalken bezeichnet, war auf goldenem Grund geführt das Wappen der Grafen von der Mark in Westfalen. Bis heute findet sich der geschachte Balken in zahlreichen Wappen des östlichen Ruhrgebiets bzw. des Hellwegraumes und des westlichen Sauerlandes. Der Schachbalken war ursprünglich von einem wachsenden Löwen begleitet, dieser verschwand jedoch ab Mitte des 13. Jahrhunderts. Der geschachte Balken erscheint erstmals zu Beginn des 13. Jahrhunderts im Wappen der Grafen von Altena und Mark. Durch die ausgeprägte Heiratspolitik der Grafen und späteren Herzöge findet sich der Schachbalken in vielen Wappen verwandter Familien und Regionen Deutschlands. Die letzten Grafen von der Mark – durch Erbschaft 1609/66 – waren die preußischen Könige und deutschen Kaiser, die den geschachten Balken auch im großen Wappen Preußens weiterführten. Ebenfalls findet sich das Wappen bei zahlreichen Nebenlinien – ehelich wie unehelich – und angeheirateten Familien in Frankreich, Belgien, den Niederlanden, Italien.
In modernen Wappen findet sich gelegentlich eine Abwandlung des märkischen geschachten Balkens, bei dem das Silber und Gold ersetzt wird.

### Zinnenbalken

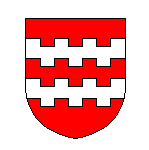
von Berg

Ein Balken mit aufgesetzten Quadraten in gleich langem Abstand (Zinnen) wird als Zinnenbalken blasoniert. Sind sie auch auf gleicher Position an der Unterseite vorhanden, ist es ein Gegenzinnenbalken, sind sie versetzt, ein Wechselzinnenbalken wie im alten Wappen der Grafen von Berg. Anstelle der quadratischen Zinnen können Flach- (halbe Höhe, doppelte Länge), Kreuz- (Flachzinne mit Kreuz), Breit- (schwalbenschwanzförmig), Pfropf- (aufgesetzte Scheibe), Joch- (ausgeschnittene Scheibe), Spitz- (aufgesetztes Dreieck), Welsch- (ausgeschnittenes Dreieck), Rochzinnen (aufgesetzte, nach außen gebogene Hörner) stehen. Die Welschzinne heißt auch Kerbzinne, Schwalbenschwanzzinne, Scaliger- oder Ghibellinenzinne.

### Ammerländischer Balken
Diese Darstellungsform geht auf eine blutige Sage zurück.

### Balken mit Mäandersaum

Mäandersaum

goldener Mäandersaum

In der französischen Heraldik werden Balken oft auf beiden Seiten mit einem Mäanderband gesäumt oder gleich direkt gestaltet ins Wappen gebracht. Im Wappen ist es immer eine starre lineare Form und nicht gewunden wie die Mäander bei Flüssen. Zwischen Balken und Mäandersaum besteht eine fadendünne Lücke in Schildfarbe. Die Farbe des Mäandersaums wird oft durch den Balken, die eigentliche Mäanderlinie durch die durchscheinende Schildfarbe bestimmt. Der Mäandersaum selbst kann auch von der Balkenfarbe abweichen und z. B. in Gold oder Silber erscheinen. Die Schildfarbe scheint durch die freien Bereiche. Diese Randgestaltung ist bei der Blasonierung zu melden, wie im Wappen von Buxeuil (Aube): „In Rot ein silberner Schrägbalken, beidseitig von einem ebensolchen Mäanderband gesäumt.“ oder im Wappen des Départements Haute-Marne mit abweichend tingiertem Mäandersaum: „In Blau ein silberner Pfahl mit beidseitigem goldenem Mäandersaum.“ Neben den Balken finden sich diese Verzierungen auch bei Schrägbalken, bei Pfählen, bei Borden, bei Schildfuß und Schildhaupt. Der Mäandersaum hat keine Bedeutung, sondern ist als Verzierung nur eine heraldische Laune.